# Савицкий, Александр Валерьевич
Александр Валерьевич Савицкий (укр. Олександр Валерійович Савицький; род. 3 мая 1971, Киев) — советский украинский хоккеист, тренер.

## Карьера

### Клубная
За свою карьеру играл в киевских клубах ШВСМ и «Сокол», чешском «Пльзене» и словацком «Зволене». В России выступал за казанский «Ак Барс» (в его составе стал чемпионом России в 1998 году), столичный ЦСКА и воскресенский «Химик». Также играл в датском «Ольборге», шведском «Бьорклевене», минском «Керамине», «Беркуте» из Киевской области. Завершил карьеру в «Соколе».

### В сборной
В сборной сыграл на четырёх чемпионатах мира: 1999, 2000, 2001 и 2004.

### Тренерская
- В 2009 году был одним из ассистентов Александра Сеуканда в сборной Украины.
- Руководил молодёжной сборной Украины на двух первенствах мира в первом дивизионе (в сезонах 2009-10 и 2010-11). В январе 2011 года, после провала на втором из турниров, покинул свой пост[2].
- Часть сезона 2010/11 был главным тренером ХК «Подол», выступавшего в чемпионате Украины.
- В 2013 году руководил юниорской сборной Украины на первенстве мира в первом дивизионе.
- В сезоне 2013/14 — главный тренер ХК «Кременчуг», выступавшего в высшей лиге Беларуси[3].
- 4 августа 2015 года в ходе заседания исполкома Федерации хоккея Украины (ФХУ) был назначен главным тренером национальной сборной команды Украины по хоккею с шайбой[4].